# Peggiopsis aenea
Peggiopsis aenea är en insektsart som först beskrevs av Van Stalle 1984.  Peggiopsis aenea ingår i släktet Peggiopsis och familjen Derbidae. Inga underarter finns listade i Catalogue of Life.